# Richard Shaver

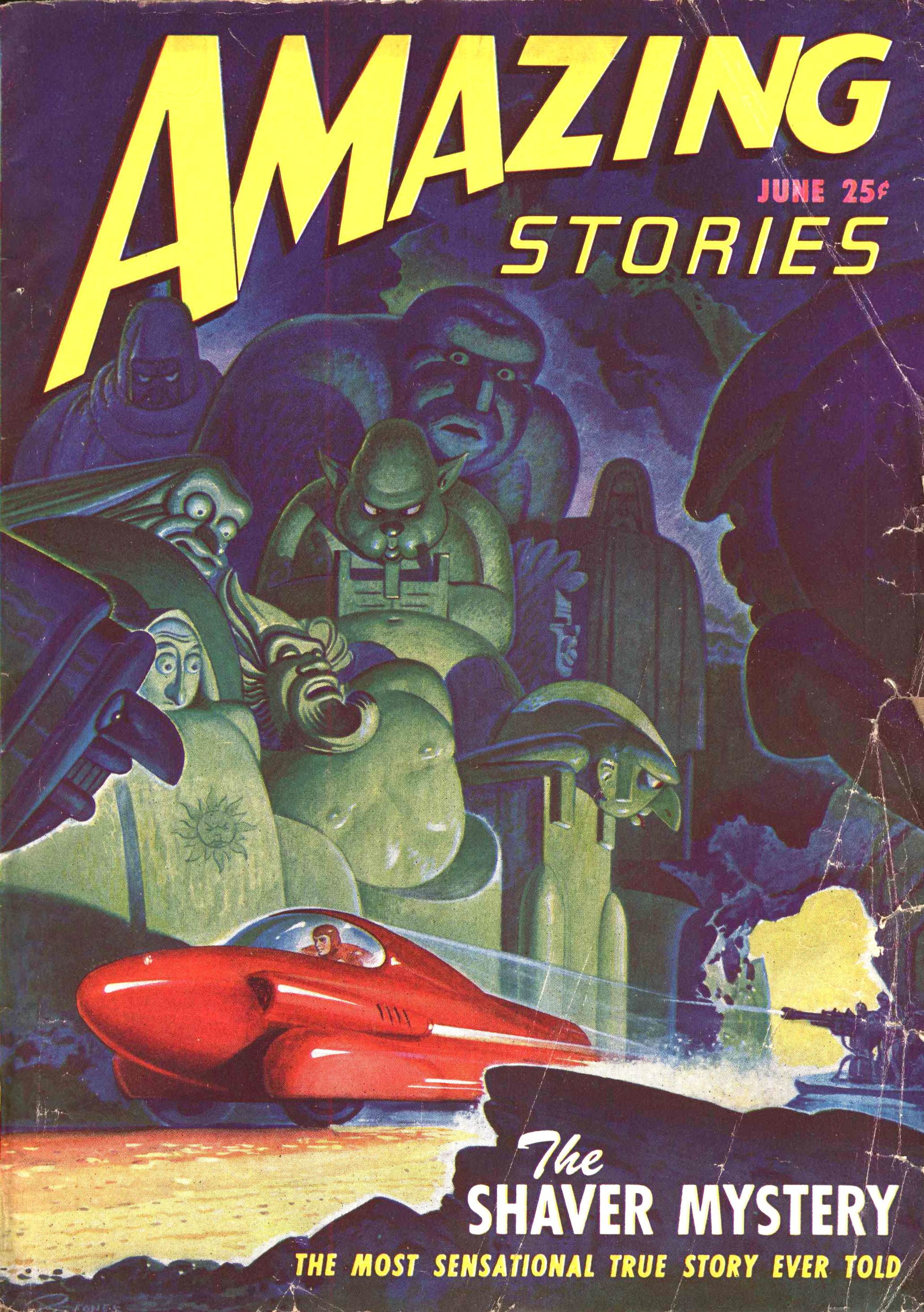
Numărul din iunie 1947 al revistei Amazing Stories cu "Misterele lui Shaver"

Richard Sharpe Shaver (n. 8 octombrie 1907, Berwick, Pennsylvania – d. noiembrie 1975, Summit, Arkansas) a fost un scriitor și artist plastic american.
El a devenit notoriu în anii de după al doilea război mondial ca autor al unor povestiri controversate, care au fost tipărite în diferite reviste de science-fiction (mai ales în Amazing Stories), în care pretindea că a avut o experiență personală cu o sinistră și antică civilizație care ar adăposti tehnologie fantastică în cavernele de sub pământ. Controversa s-a datorat pretenției lui Shaver și a redactorului-șef și editorul său Ray Palmer, conform căreia scrierile lui Shaver prezentate drept ficțiune ar fi fundamental adevărate. Povestirile lui Shaver au fost promovate de către Ray Palmer ca "Misterele lui Shaver".
În ultimele decenii ale vieții sale, Shaver s-a dedicat "cărților pietre" ("rock books") - pietre pe care el le considera ca fiind create de rase avansate antice și prevăzute cu imagini și texte lizibile. El a produs picturi bazate pe imaginile de pe pietre pe care le-a fotografiat extensiv. Postum, Shaver și-a câștigat o reputație de artist, iar picturile și fotografiile sale au fost expuse la Los Angeles, New York și în alte părți.
În 1996 a primit Premiul Retro-Hugo pentru cea mai bună nuvelă, "I Remember Lemuria" publicată în Amazing Stories în 1945.

## Legături externe
- The Positively True Story of Kenneth Arnold - Part Four la Saturday Night Uforia
- Richard_S_Shaver la Proiectul Gutenberg
- Shavertron magazine
- Blog dedicated to the memory of Richard Shaver
- Richard S. Shaver la Internet Speculative Fiction Database